# 자반 (음식)
자반(佐飯)은 좌반이라고도 한다. 소금에 절이거나 간장에 졸여 짭짤하게 하여 먹는 반찬이다. 마른 반찬, 부각, 절인 생선, 짭짤한 밑반찬 등을 이른다.